# Bengt Jönsson Oxenstierna di Svezia
Bengt Jönsson Oxenstierna (1390 circa – 1450 circa) fu co-reggente di Svezia insieme a Nils Jönsson Oxenstierna.

## Biografia
Durante l'Unione di Kalmar assunse il potere dello stato insieme al fratello, per pochi mesi nell'anno 1448. Ricoprì innumerevoli cariche importanti al tempo, fu membro del consiglio superiore della Svezia e primo ministro in Uppland (l'anno è incerto 1439 o 1440).